# Вилюйчан
Это статья о реке. О населённом пункте см. Хордогой

Вилюйчан (также Вилюйчаан, Вилючан) — река в Якутии (Россия), правый приток Вилюя.

## Общая информация
Река берёт начало на Приленском плато, на высоте более 296 м над уровнем моря. Преимущественно течёт на север, после впадения Харыя-Юряха направление последовательно меняется на северо-восточное и восточное. Протекает преимущественно по лиственничной тайге. В среднем и нижнем течении меандрирует. В низовьях реку пересекает федеральная автомобильная дорога А331 «Вилюй» на участке Алмазный — Крестях. 11 апреля 2014 года состоялось торжественное открытие моста. Впадает в Вилюй в 933 км от его устья по правому берегу, почти напротив впадения в Вилюй реки Агдары, ниже по течению села Хордогой, на высоте менее 131 м над уровнем моря. Ширина в нижнем течении — 30-35 м при глубине 0,8-1,0 м; скорость течения в низовьях — 0,6 м/с.
Длина реки составляет 186 км, площадь водосборного бассейна — 4560 км². Населённых пунктов на реке нет. Замерзает с середины октября до конца мая.
Притоки длиной 20 км и более:
- Левые: Харыя-Юрях, Стан, Тас-Юрях, Мука, Ынах-Юрях
- Правые: Даганда, Оргулах

## Данные водного реестра
По данным государственного водного реестра России и геоинформационной системы водохозяйственного районирования территории РФ, подготовленной Федеральным агентством водных ресурсов:
- Бассейновый округ — Ленский
- Речной бассейн — Лена
- Речной подбассейн — Вилюй
- Водохозяйственный участок — Вилюй от Вилюйской ГЭС до впадения реки Марха
- Код водного объекта — 18030800312117400014668